# Disney's Extreme Skate Adventure
Disney's Extreme Skate Adventure, är ett sportdatorspel som utvecklats av Toys for Bob och publicerades av Activision för GameCube, PlayStation 2 och Xbox. Game Boy Advance-versionen var portad av Vicarious Visions. Spelet använder samma spelmotor som Tony Hawk's Pro Skater 4 tillverkad av Neversoft och har karaktärer från Toy Story, The Lion King och Tarzan.